# Studio 2M
 (février 2025).
Si vous disposez d'ouvrages ou d'articles de référence ou si vous connaissez des sites web de qualité traitant du thème abordé ici, merci de compléter l'article en donnant les références utiles à sa vérifiabilité et en les liant à la section « Notes et références ».
Studio 2M est un programme de la deuxième chaîne marocaine 2M .

## Concept
Studio 2M est une émission créée par Mostafa Benali dans laquelle des jeunes marocains (entre 18 et 25 ans), sélectionnés dans les différentes villes du royaume du maroc et aussi parmi la communauté marocaine installée en Europe et en Amérique du Nord, viennent montrer leur talent. Vingt candidats sont sélectionnés pour participer aux « primes » devant un jury qui a la mission de choisir les douze meilleurs candidats qui seront soumis au vote des téléspectateurs. À la fin de cette aventure, quatre lauréats sont désignés (prix du public, prix du jury, prix catégorie orientale, prix catégorie occidentale).
L'émission est présentée les samedis soirs par Samira El Beloui (qui remplace Meryem Said) et par Chakib Lahssaini. À leurs côtés, Salah El Omari, Rachid ben Zeni, Karim ben Youssefi, Salah ben Cherif, Samid Ghailan et Halima Alaoui s'occupent des coulisses des six primes, et présentent chaque jour les Carnets de casting (coulisses de l'émission serie tele film turk, préparatifs pour les primes, l'ambiance dans la villa et de ville qui accueille les candidats de al waad et lan atakhala abadan et houb al aama et ichk wa jounoun...).
Les membres du jury ont pour mission de filmation des series turks choisir les meilleurs candidats chaque semaine, ainsi que de prodiguer leurs conseils de professionnels expérimentés aux hommes et femmes ou garcons et filles.
Les vainqueurs de Studio 2M remportent chacun la somme de 50 000 dirhams avec à la clé un contrat avec une maison de disques qui comprend l'enregistrement d'un single et un clip. Les finalistes perdants, quant à eux, partent avec la somme de 20 000 dirhams.
La 4e édition de 2007 a consacré exceptionnellement quatre gagnants parmi les sept finalistes : Leila El Berrak (25 ans, chanson orientale) et Sabrine El Koulali (26 ans, chanson occidentale), ainsi que deux autres candidats élus par les téléspectateurs, Imane Karkibou (19 ans, chanson orientale) et Marouane El Bekri (24 ans, chanson occidentale).
En 2008, 2 479 personnes ont passé le casting de Studio 2M, en 2009 ils étaient 2 469 et en 2010 3 062. Toujours en 2008, un nouveau studio 24 sur satelite et sur TV est achevé, studio ouvert pour la cinquième saison de l'émission qui s'installe sur le grand plateau de 1 200 m2. Plus grand studio d'Afrique et du monde arabe, il est entièrement climatisé et est pourvu de plusieurs plateaux de tournages, de salles attenantes pour les répétitions, et peut accueillir plus de 500 personnes.
En 2009, Studio 2M a été suivi par 6 718 000 téléspectateurs dans les différentes phases de l'émission. Pour le prime du 4 juillet, pas moins de 8,5 millions de téléspectateurs ont suivi la soirée.

## Candidats

### Saison 1 (2004)
Le jury de la première édition de Studio 2M est composé de Christie Caro (prof. de chant), Latifa Hajjaj (chorégraphe), Mme Chaouki (musicienne), Karim Tadlaoui (chanteur, musicien) et Elam (artiste). Les tout premiers vainqueurs de cette nouvelle émission sont Joudia Belkabir et Abdelaziz Bouhdada.

### Saison 2 (2005)
Le jury de la seconde édition de Studio 2M est composé de Karim Tadlaoui, Zoubida El Idrissi, Haj Younès, Lahcen Zinoune et Malek.
Les vainqueurs de cette édition 2005 sont Leïla Gouchi (Grand Prix du jury), Hatim Amor (Prix du public chant oriental), Mona Roukachi (Prix du public chant occidental).

### Saison 3 (2006)
Les vainqueurs de la troisième édition de Studio 2M sont Hasnaa Zalarh (Prix du public chant oriental), Mohamed Yassine Badrat (Prix du public chant occidental), Imane Rabya (Prix du jury).

### Saison 4 (2007)
Le jury de cette édition 2007 est composé de Ahmed Ghazir, El Haj Younes, Christie Caro, Malek, Saïd Chraibi, Ahmed El Alaoui et Ahmed Aidoun.
Les vainqueurs de la quatrième édition sont Leila El Berrak (chanson orientale), Sabrine El Koulali (chanson occidentale), Imane Karkibou (chanson orientale) et Marouane El Bekri (chanson occidentale).

### Saison 5 (2008)
Les vainqueurs de la cinquième édition de Studio 2M sont Amine Ringa, Hajar Bensouda et Sahar Seddiki.

### Saison 6 (2009)
Les vainqueurs de la sixième édition de Studio 2M sont Taoufik El Bouchiti, Meriem Chakroun, Zoubida Fennich et Sofia Mountassir. Sofia Mountassir a participé à la version française de The Voice et Morad Bouriki a remporté le titre de la version arabe de The Voice

### Saison 7 (2010)
Les vainqueurs de la septième édition de Studio 2M sont Mohsine Salaheddine, Lamia Zaidi Tay, Amal El Bouchari et Tarek Farih.

### Saison 8 (2011)
Le jury de celle huitième édition de Studio 2M est composé de Christie Caro, Nabil El Khaldi, Malek et Mohamed Derhem.
Les vainqueurs de cette édition 2011 sont Meryem Chajiri et Attawitah Stamos qui ont mérité la distinction du jury, Marouane Hidaoui qui a remporté le prix du public et enfin Kamal Ammouri, a exceptionnellement remporté un prix spécial décerné par le jury.

### Saison 9 (2012)
La saison 9 de Studio 2M a été lancée le 24 mars 2012
Le jury de cette édition 2012 est composé de Nabil El Khaldi, Mohamed Derham, Christie Caro, Malek.

### Saison 10 (2013)
- Ayoub Tijani - Rabat
- Maroua Kriaa - Tunis
- Nadia Bounass - Paris
- Yassine Jebli - Tantan
- Nabila Moumen - Paris
- Rajae Lehani - Paris
- Ihsane Regragui - Salé
- Mohcine Roçadi - Casablanca
- Amina Takeddine - Casablanca
- Nasreddine Hassali -
- Hajar Maimoun - Chefchaouen
- Siham Jennan - Rabat
- Loubna Souna - Casablanca
- Aida Khaled - Kenitra
- Kawtar Sadik - Agadir
- Narjiss Zeroual - Salé
- Redouan El Boukyly -
- Doha Dakir - Casablanca
- Madiha Khawaja - Amsterdam
- Sofia Elamine -
- Yassine Jouahri - Martil
- Maria Moussaoui - Midelt
- Ahmed Goudjil - Alger
- Sonia Bouhaddioui - Lyon

## Invités
Durant les éditions de Studio 2M, les plus grandes vedettes de la chanson marocaine, maghrébine, arabe et occidentale se sont donné rendez-vous sur le plateau de l'émission.
Voici une liste des invités de Studio 2M :
- Stars marocaines : Nass El Ghiwane, Jil Jilala, Lemchaheb, Rajae Benlamlih, Naïma Samih, Bachir Abdou, Abdelwahab Eddoukali, Abdelhadi Belkhayat, Latifa Raafat, Nadia Ayoub, Mahmoud El Idrissi, Hayat El Idrissi, Fatema Maqdadi, Aïcha El Waad, Younès Mégri, Rachida Talal, Mohamed Reda, Jannat Mahid, Elam Jay, Oum, Abdelali El Ghaoui, Hakim, Joudia, Ferdaous, Rajaa Kassabni, Atiqa Ammar, Nouamane Lahlou, Daoudi, Tahour, Mustapha Bourgogne, Rachid Mrini, Zina Daoudia, Khalid Bennani, Fathallah Lamghari, Hajja Hamdaouia, Aïcha Tachinouit, Haj Moughit, Abderrahim Souiri, Pinhass Cohen, Mohamed El Ghaoui, Asmae Lemnawar, Hasnaa, Ammouri Mbark, Malek ..
- Stars maghrébines : Cheb Khaled, Faudel, Amine, Mohamed Lamine, Haninou, Fella, Cheb Akil, Lotfi Bouchnak...
- Stars orientales : Walid Toufic, Ehab Tawfik, Moustapha Amar, Houwayda Youssef, Shaimae Said, Ahmed Adaweya, Wael Jassar, Ramy Ayach, Marouane Khoury, Madeleine Matar, Maïssa, Wadih Mrad, Khaled Selim, Samou Zine, Dina Hayek, Amal Hijazi, Mariam Fares, Hussain Al-Jasmi, Nawal Zoghbi, Saber Rebai, Angham, Bahaa Soltan, Carole Samaha, Pascale Machaalani, Loai, Hamid El Shaeri, Diana Karazon, Hicham Abbas, Hamada Helal, Aline Khalaf, Rouwaida Attieh, Ahmed El Sherif, Assala, Fares Karam, Sherine, Ragheb Alama, Majid Al Muhandis, Mohamed Hamaki, Diana Haddad...
- Stars occidentales : Billy Crawford, Tina Arena, Patrick Fiori, Willy Denzey, Hélène Ségara, M. Pokora, Boney M., Julie Zenatti, Nâdiya, Natasha St-Pier, Magic System, Massari, Lara Fabian, Saya, T-Rio, Kaoma, Jonatan Cerrada, Truth Hurts, Lââm, Lynnsha, Miguel Ángel Muñoz, Jean Sébastien Lavoie, Slaï, Raiss Tijani, Medhy Custos, Shy'm...
- Stars de la nouvelle scène : Hoba Hoba Spirit, H-Kayne, Fnaire, Fez City Clan, Casa Crew[12]...
- La 6e édition de Studio 2M a accueilli la chanteuse américaine Kelly Rowland.

## Divers
Studio 2M a remporté en 2010 le grand Prix Noujoum Biladi décerné par le public.
Hymne Studio 2M 2011 : Joudia, Marouan El Bekri, Fatine Hilal Bek et d'autres révélations des différentes éditions ont uni leurs voix dans une chanson pour donner le ton à la huitième édition.